# هنری بسر
هنری بسر (انگلیسی: Henri Büsser; ۱۶ ژانویهٔ ۱۸۷۲ – ۳۰ دسامبر ۱۹۷۳) رهبر (موسیقی)، آهنگساز، مربی موسیقی، و استاد دانشگاه اهل فرانسه بود.
وی همچنین برندهٔ جوایزی همچون لژیون دونور (فرمانده) و جایزه بزرگ رم شده‌است.